# 小行星7944
小行星7944（英語：7944）是一颗围绕太阳公转的小行星。1991年8月5日，亨利·E·霍爾特在帕洛马山发现了此天体。
这颗小行星的绝对星等为77.21802690776587等。